# Церковь Георгия Победоносца (Донской)
Церковь Георгия Победоносца (Георгиевская церковь) — бывший православный храм в хуторе Государев Области Войска Донского, ныне хутор Донской Азовского района Ростовской области.

## История
Основание Георгиевской церкви связано с именем наказного атамана Войска Донского генерал-адъютанта Михаила Григорьевича Хомутова. 27 сентября 1857 года он направил архиепископу Донскому и Новочеркасскому Иоанну (Доброзракову) письмо с просьбой разрешения на возведение в хуторе молитвенного дома. 14 октября этого же года разрешение было получено. К маю 1858 года было выбрано место для храма, 5 июля было освящено место под его строительство. В январе 1861 строительство церкви было завершено; 30 января Георгиевская церковь была освящена и в ней начались богослужения. Первое здание храма было деревянное, однопрестольное. Деревянной была колокольня с четырьмя колоколами, а также караульное помещение. С сентября 1877 года при церкви действовало училище.
Спустя сорока лет своего существования здание Георгиевской церкви обветшало, и это побудило жителей хутора к постройке нового храма. 29 октября 1905 года строительным отделением Войска Донского был утвержден проект нового храма, который был построен в течение нескольких лет.
Георгиевская церковь хутора Государева была закрыта и разрушена в 1930-е годы. Место, где находилась церковь, внесена в список объектов культурного наследия местного значения под кодом № 6100434000.